# Friedrich Johann Meyer
Friedrich Johann Meyer, auch Meyer-Malchow (* 8. Oktober 1814 in Plau; † 15. September 1882 in Rostock; vollständiger Name: Friedrich Johann Carl Simon Meyer) war ein deutscher Jurist, Bürgermeister, Parlamentarier und Minister des Großherzogtums Mecklenburg-Schwerin.

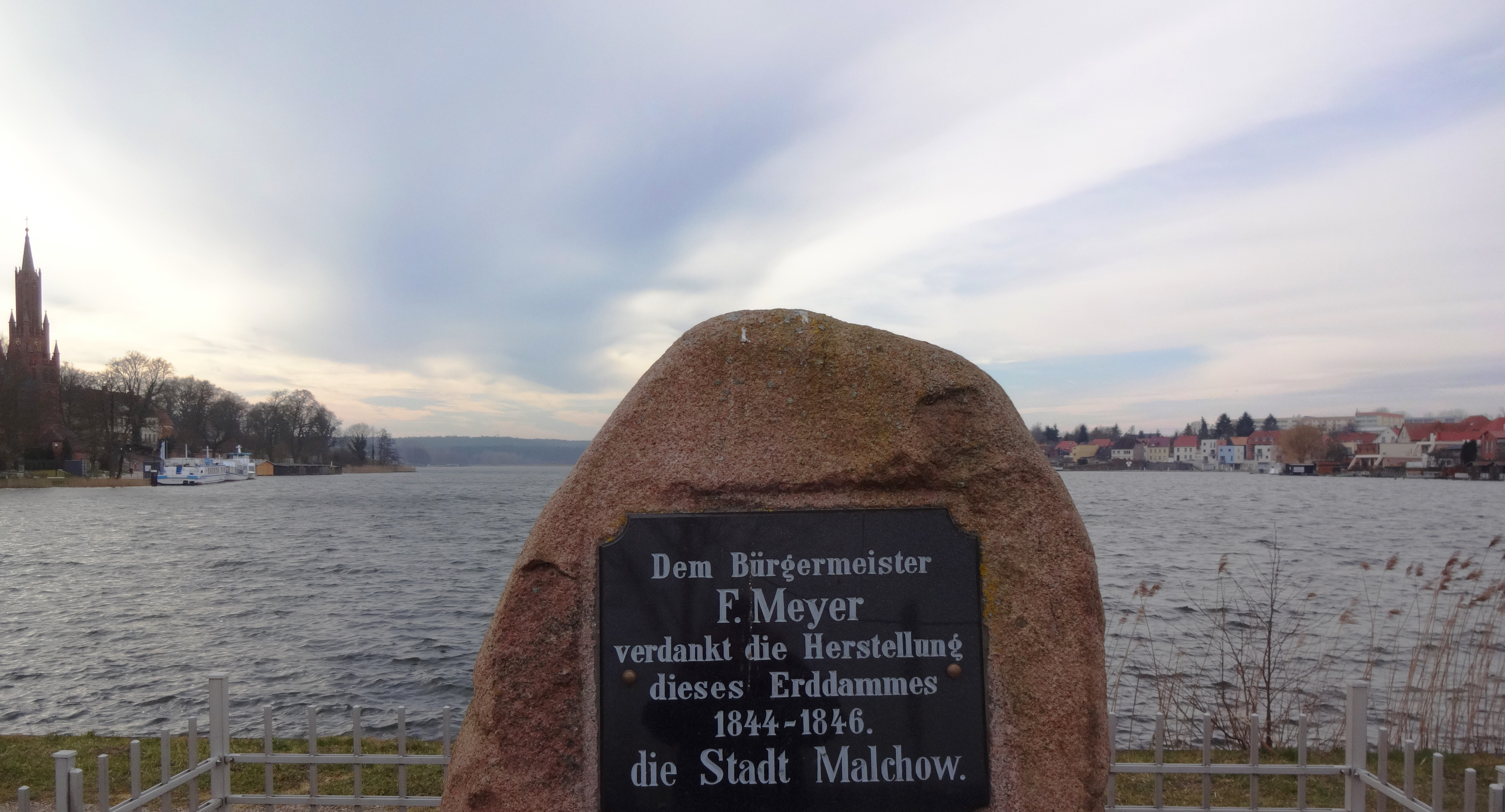
Gedenkstein für Bürgermeister Friedrich Meyer, Malchow (Mecklenburg)

## Leben
Friedrich Johann Meyer war ein jüngerer Sohn des Steuereinnehmers Johann Meyer (* 1772) und dessen Frau Albertina Johanna Behm (* 1784). Er verlebte Kindheit und Jugend anscheinend in der mecklenburgischen Kleinstadt Grabow, wohin die Mutter nach der Scheidung der Eltern ab April 1818 zurückgezogen war.
Meyer studierte Rechtswissenschaften an den Universitäten in Göttingen, Jena und Heidelberg. In Jena wurde er 1830 Mitglied der Burschenschaft Germania Jena und war im gleichen Jahr Teilnehmer des Nürnberger Burschentages. Nach den Examen ließ er sich als Rechtsanwalt und Notar in Malchow nieder. Er war 1841 bis 1849 Bürgermeister und Stadtrichter der Stadt Malchow und vertrat diese auf den Mecklenburgischen Landtagen. Er war besonders an Fragen des Wasserbaus interessiert und gehörte 1846 der Entwässerungskommission an. Meyer veranlasste 1844 bis 1846 den Bau eines Dammes zwischen der Stadt und dem Kloster Malchow, wofür ihm 1875 ein Gedenkstein auf dem Damm aufgestellt wurde, der heute dort noch steht.
Friedrich Johann Meyer war 1848/49 Abgeordneter der Mecklenburgischen Abgeordnetenversammlung im Wahlkreis Mecklenburg-Schwerin 76 (Malchow). Hier schloss er sich der Fraktion der Rechten an. Während der Revolution 1848 ließ Meyer den „Aufstand“ in Malchow durch eine Schwadron Dragoner blutig niederschlagen. 1849/50 war er Staatsrat und Innenminister von Mecklenburg-Schwerin, 1851 interimistisch Justizrat der Schweriner Justizkanzlei. Von 1851 bis 1880 war Meyer Syndikus der Hansestadt Rostock. Er verstarb 1882 an inneren Verletzungen, die er sich bei einem Sturz von seinem Reitpferd zugezogen hatte.

## Ehrungen
- Großherzoglich mecklenburg-schwerinscher Hofrat